# Desa Pagedangan (administrativ by i Indonesien, Jawa Barat)
Desa Pagedangan är en administrativ by i Indonesien.   Den ligger i provinsen Jawa Barat, i den västra delen av landet, 170 km öster om huvudstaden Jakarta.